# Aaron Cicourel
Aaron Victor Cicourel (29 agosto 1928 – 22 luglio 2023) è stato un sociologo statunitense.

## Biografia
Dapprima esponente della etnometodologia degli anni sessanta, negli anni settanta diventa il fondatore della sociologia cognitiva. È stato professore emerito presso l'Università della California a San Diego. 

## Contributi scientifici
Le sue aree di specializzazione hanno compreso la metodologia delle scienze sociali, la sociologia fenomenologica, l'etnometodologia, la sociologia cognitiva, la sociolinguistica, la sociologia della scuola, gli studi sui processi di socializzazione e di comunicazione, gli studi sull'intelligenza artificiale, gli studi dei processi di trasmissione delle conoscenze e di diagnosi nei contesti medici.

## Opere
- Cicourel A. V., Kitsuse J. I. (1963), The educational decision makers, New York: Bobbs Merrill.
- Cicourel A. V. (1964), Method and Measurement in Sociology, The Free Press, New York..
- Cicourel A. V. (1967), “Kinship, Marriage, and Divorce in Comparative Family Law”, in Law and Society Rewiew, 1:2, June, pp. 103–129.
- Cicourel A. V. (1968), “L'acquisizione della Struttura Sociale, Verso una Sociologia Evolutiva del Linguaggio e del Significato”, in Rassegna italiana di sociologia, vol. 9, pp. 211–258.
- Cicourel A. V. (1970), “Language as a Variable in Social Research”, in Sociological Focus, 3 (2), pp. 43–53.
- Cicourel A. V. (1974), Cognitive sociology: Language and meaning in social interaction, New York, The Free Press.
- Cicourel A. V. (1974), Some Basic Theoretical Issue in the Assessment of the Child's Performance in Testing and Classroom Setting, in A.V. Cicourel, ( a cura di), Language use and school performance, New York: Academic Press, pp. 300–351.
- Cicourel A. V. (1975), “Discourse, and text: Cognitive and linguistic processes in studies of social structure”, in Versus, n.12, pp. 33–84.
- Cicourel A. V. (1978), “Interpretation and summarization: Issues in the child's acquisition of social structure”, In J. Glick, and K.A. Clarke-Stewart (Eds.) The development of social understanding, pp. 251–281, Gardner.
- Cicourel A. V. (1979), “Speech acts and conversations: Bringing language back into sociology”, in Contemporary Sociology, Vol. 8, (2), pp. 168–170.
- Cicourel A. V. (1980), “Language and social interaction: Philosophical and empirical issues”, in Sociological Inquiry, 50 (3/4), pp. 1–30.
- Cicourel A. V. (1980), “Three models of discourse analysis: The role of social structure”, in Discourse Process, 3 (2), pp. 101–132.
- Cicourel A.V. (1981b), Notes on the integration of micro- and macro-levels of analysis, in K. Knorr-Cetina, A.V. Cicourel (Eds.), Analysis in social theory and methodology: Toward an integration of micro- and macro-sociologies, (pp. 51–80) Boston, MA: Routledge and Kegan Paul.
- Cicourel A. V. (1981), “The role of cognitive-linguistic concepts in understanding everyday social interactions”, in Annual Review of Sociology, 7, pp. 87–106.
- Cicourel A. V. (1982), “Interviews, Surveys, And The Problem of Ecological Validity”, in The American Sociologist, Vol. 17, (February), pp. 11–20.
- Cicourel A. V. (1985), Linguaggio e Credenze in un Interazione Medica, in AA.VV Cristina Cacciari e Franca Pizzini (a cura di), La donna paziente. Modelli di interazione in ostetricia e ginecologia, Unicopli, Milano.
- Cicourel A. V. (1985), “Text and Discourse”, in Annual Review of Anthropology, Vol. 14, pp. 159–185.
- Cicourel A. V. (1986), Social Measurement as the Creation of Expert Systems, in Metatheory in Social Science, (Edited by Donald W. Fiske, Richard A Shweder), The University of Chicago Press, Chicago, pp. 246–270.
- Cicourel A. V. (1995), The social organization of juvenile justice, Transaction Publishers, New Brunswick, New Jersey 08903.
- Cicourel A. V. (1996), “Ecological Validity and «White Room Effects». The Interaction of Cognitive and Cultural Modelsin the Pragmatic Analysis of Elicited Narrative from Children”, in Pragmatic and Cognition, vol. 4 (2), pp. 221–264.
- Cicourel A. V. (1997), L'elicitazione come problema del discorso, in (a cura di) F. Neresini, Interpretazione e ricerca sociologica. La costruzione dei fatti sociali nel processo di ricerca, Quattroventi, Urbino, pp. 83–87.
- Cicourel A. V. (2003), “On Contextualizing Applied Linguistic Research in the Workplace”, in Applied Linguistic, 24/3, pp. 360–373.
- Cicourel A. V. 2006, “Cognitive/affective processes, social interaction, and social structure as representational re-descriptions: their contrastive bandwidths and spatio-temporal foci”, Mind & Society, 5, pp. 39–70.